# 不死鳥と雉鳩
『不死鳥と雉鳩』（ふしちょうときじばと、The Phoenix and the Turtle）とは、ウィリアム・シェイクスピア作の、死と理想の愛についてうたった寓話的な詩。シェイクスピアの中でもわかりにくい作品の1つと見なされ、多様な解釈を生んでいる。「最初の偉大な印刷された形而上詩」と言われることもある。題名の「不死鳥と雉鳩」は慣習的につけられた呼び名で、出版された時は無題だった。

## 内容
最初に出版されたのは1601年で、ロバート・チェスター（Robert Chester）の長編詩『Love's Martyr（愛の殉教者）』の付録としてだった。チェスターの本のフルの題名が内容を説明している。
Love's Martyr: or Rosalins Complaint. Allegorically shadowing the truth of Loue, in the constant Fate of the Phoenix and Turtle. A Poeme enterlaced with much varietie and raritie; now first translated out of the venerable Italian Torquato Caeliano, by Robert Chester. With the true legend of famous King Arthur the last of the nine Worthies, being the first Essay of a new Brytish Poet: collected out of diuerse Authenticall Records. To these are added some new compositions of seuerall moderne Writers whose names are subscribed to their seuerall workes, vpon the first subiect viz. the Phoenix and Turtle. 

愛の殉教者、またはロザリンの不平。不死鳥と雉鳩の絶え間ない運命の中に、寓話的な愛の真実の影が射します。たくさんのバラエティと珍しさが絡み合った詩。さて、はじめはロバート・チェスターによります尊敬すべきイタリア人Torquato Caelianoの翻訳。それに、さまざまな信頼の置ける記録から集めました、新英国詩人第一のエッセイとなります、九大偉人（Nine Worthies）の最後の一人、名高きアーサー王の真の伝説。これらに、数篇の当代作家たちの新作が加わります。作家の名前は最初のお題、すなわち、不死鳥と雉鳩についてのそれぞれの作品に刻まれております。
題名にある「turtle」は「亀」ではなく「コキジバト」である。チェスターは詩を、捧げられた愛の伝統的象徴、不死鳥とコキジバトへの短い献辞から始める。
Phoenix of beautie, beauteous, Bird of any

To thee I do entitle all my labour,

More precious in mine eye by far then many

That feedst all earthly sences with thy savour:

Accept my home-writ praises of thy loue,

And kind acceptance of thy Turtle-doue
主となるチェスターの詩は、アーサー王の物語を含む長編の寓話で、その中で鳥たちの関係が吟味され、その象徴性が関連づけられる。それに続いて、「名前はそれぞれの作品に刻まれております、我等が当代作家のうち最も年若く最高の者たち」による短い詩が続く。その作家たちとは、シェイクスピアの他に、ベン・ジョンソン、ジョージ・チャップマン（George Chapman）、ジョン・マーストン（John Marston）、そして「Vatum Chorus」および「Ignoto」という匿名の作家である。全員が同じイメージを使っている。

## 全文
The Phoenix and the Turtle 

Let the bird of loudest lay,

On the sole Arabian tree,

Herald sad and trumpet be,

To whose sound chaste wings obey.

But thou, shrieking harbinger,

Foul pre-currer of the fiend,

Augur of the fever's end,

To this troop come thou not near.

From this session interdict

Every fowl of tyrant wing,

Save the eagle, feather'd king:

Keep the obsequy so strict.

Let the priest in surplice white,

That defunctive music can,

Be the death-divining swan,

Lest the requiem lack his right.

And thou, treble-dated crow,

That thy sable gender mak'st

With the breath thou giv'st and tak'st,

'Mongst our mourners shalt thou go.

Here the anthem doth commence:

Love and constancy is dead;

Phoenix and the turtle fled

In a mutual flame from hence.

So they lov'd, as love in twain

Had the essence but in one;

Two distincts, division none:

Number there in love was slain.

Hearts remote, yet not asunder;

Distance, and no space was seen

'Twixt the turtle and his queen;

But in them it were a wonder.

So between them love did shine,

That the turtle saw his right

Flaming in the phoenix' sight:

Either was the other's mine.

Property was thus appall'd,

That the self was not the same;

Single nature's double name

Neither two nor one was call'd.

Reason, in itself confounded,

Saw division grow together;

To themselves yet either-neither,

Simple were so well compounded

That it cried how true a twain

Seemeth this concordant one!

Love hath reason, reason none

If what parts can so remain.

Whereupon it made this threne

To the phoenix and the dove,

Co-supreme and stars of love;

As chorus to their tragic scene.

THRENOS.

Beauty, truth, and rarity.

Grace in all simplicity,

Here enclos'd in cinders lie.

Death is now the phoenix' nest;

And the turtle's loyal breast

To eternity doth rest,

Leaving no posterity:--

'Twas not their infirmity,

It was married chastity.

Truth may seem, but cannot be:

Beauty brag, but 'tis not she;

Truth and beauty buried be.

To this urn let those repair

That are either true or fair;

For these dead birds sigh a prayer.

## 解釈
理想の結婚に加えて、この詩はルネサンスのネオプラトニズムの文脈の、真実と美の関係、あるいは充実した愛の説明と見ることができる。シェイクスピアは『百鳥の集い（Parlement of Foules）』（ジェフリー・チョーサー作）に関する昔の文学を引きながら、たくさんの他の鳥たちを紹介し、嘆くことしかできない理想の敗北として、恋人たちの死を描写する。
研究者たちはこれまで、恋人たちが具体的に歴史的人物の誰と関連づけられるのかを試みてきた。

### John and Ursula Salusbury
チェスターが詩をSir John Salusburyとその妻Ursula Stanleyに献呈していることから、シェイクスピアのものを含むこの本のすべての詩もこの夫婦を讃えているという説である。Salusburyはエリザベス1世の廷臣だった人物で、ウェールズの有力な一族（Salusbury family）のメンバーである。しかしこの説は、夫婦には10人の子供がいて、詩は夫婦の関係を子供のいない「結婚の貞節」として言及していることを考えると疑問である。この見かけ上の「誤り」はジョン・マーストンの詩にも言われている。ちなみに、Salusbury説を最初に詳細に提起したのはカールトン・ブラウンで1913年のことだった。

### エリザベス1世とエセックス伯
チェスターとシェイクスピアの詩はエリザベス1世と第2代エセックス伯ロバート・デヴァルーの関係を表しているという説は、1878年にA・B・グロッサートによって最初に提起され、1965年にウィリアム・マチェットが手直しした。エリザベス1世とエセックス伯が恋愛関係にあったことについて否定する人の多くも、この本が出版された1601年のエセックス伯の謀反と処刑が、この詩やこの本に収められた他の詩の曖昧な象徴の中に隠されている可能性があることは否定していない。

### カトリック殉教者
この詩は実はカトリックの追悼頌徳文だとする説もある。この説はシェイクスピアが実はカトリックのシンパだったとする説と結びついている。クレア・アスキス（Clare Asquith）は、この詩はイエズス会の殉教者ロバート・サウスウェル（Robert Southwell）とヘンリー・ウォルポール（Henry Walpole）を追悼しているのではないかと指摘した。
一方、ジョン・フィニスとパトリック・マーティンは、1601年にタイバーンで処刑されたカトリック教徒アン・ライン（Anne Line）についての詩だと主張した。アン・ラインには若い夫ロジャーがいたが、カトリック行動主義のためロジャーは追放され、大陸で亡くなった。後にアンは非合法のミサを開き、聖職者を匿った罪で有罪判決を受け、処刑された。シェイクスピアの夫婦同様、ライン夫妻にも子供がいなかった。
ヒルデガルド・ハンマーシュミット＝フンメルはエセックス伯とその友人第3代サウサンプトン伯爵ヘンリー・リズリー説を提起した。二人は大逆裁判の初日に死刑を宣告されたが、サンサンプトン伯は後に赦された。
こうした解釈に従うと、この詩は個人となったカップルに対する想像上のカトリックのレクイエムを含む寓話と言える。ハンマーシュミット＝フンメルは、詩に登場する他の鳥たちのモデルとして、アンソニー・シャーリー（Anthony Shirley）、フランシス・ベーコン、ロバート・セシル、ジェームズ1世、そしてエリザベス1世の名を挙げている。フィニスとマーティンも、「大声でさえずる鳥（bird of loudest lay）」は作曲家のウィリアム・バードで、カラスはヘンリー・ガーネット神父（Henry Garnet）だとした。